# Fallholmen (vid Sarvsalö, Lovisa)
Fallholmen är en ö i Finland. Den ligger i Finska viken och i kommunen Lovisa i landskapet Nyland, i den södra delen av landet. Ön ligger omkring 61 kilometer öster om Helsingfors.
Öns area är 10,4 hektar och dess största längd är 410 meter i sydöst-nordvästlig riktning.